# Joeropsis trilabes
Joeropsis trilabes är en kräftdjursart som beskrevs av Brian Frederick Kensley 2003. Joeropsis trilabes ingår i släktet Joeropsis och familjen Joeropsididae. Inga underarter finns listade i Catalogue of Life.